# Урс Маєр
Урс Маєр (нім. Urs Meier; 22 січня 1959, Цюрих) — колишній швейцарський футбольний арбітр, нині футбольний коментатор.

## З суддівського життя

### Важливі матчі
Маєр працював арбітром з 1977 року. Свій перший матч у Національній лізі А, він відсудив у 1991 році, а арбітром ФІФА став у 1994 році. На чемпіонаті світу 1998 року він судив напружений матч попереднього раунду між США та Іраном та матч 1/8 фіналу між Данією та Нігерією. На чемпіонаті світу 2002 року він судив півфінал між Південною Кореєю та Німеччиною. У 2002 році судив фінал Ліги чемпіонів. Маєр отримував швейцарську нагороду «Арбітр року» шість разів поспіль з 1995 по 2000 роки, а в сьомий раз був відзначений цієї честі у 2004 році.

### «Проклятий румунськими відьмами»
Після відбіркового матчу Чемпіонату Європи з футболу 2004 року між Румунією та Данією Меєр потрапив у немилість румунських уболівальників — бульварна преса писала про «румунських відьом». Він дозволив грати п'ять хвилин додаткового часу, в якому данці забили вирішальний гол з положення поза грою, навіть після того, як данець торкнувся м'яча рукою. Урс Маєр визнав свою кричущу помилку і кілька разів вибачився, востаннє перед півфінальним матчем Кубка УЄФА між «Стяуа» (Бухарест) і «Мідлсбро». Але саме Маєр призначив пенальті у ворота збірної Румунії на 89-й хвилині на чемпіонаті Європи 2000 року. Румуни реалізували його, і Англія вилетіла.

### Англія проти Португалії у 2004 році
У чвертьфіналі Чемпіонату Європи з футболу 2004 року між Англією та Португалією Урс Меєр скасував гол, забитий англійцем Солом Кемпбеллом на 89-й хвилині, через те, що Джон Террі сфолив на португальському воротареві Рікардо. Англія програла гру по пенальті й завершила турнір. Численні англійські вболівальники відреагували з обуренням і звинуватили Маєра у вильоті їхньої команди. Після того, як британські таблоїди опублікували адресу його електронної пошти, він отримав погрози смерті та понад 16 000 листів протесту. Репортери з The Sun навіть розгорнули величезний англійський прапор перед його тодішнім будинком у Вюренлосі, за словами Маєра, як це було у Другій світовій війні, щоб позначати бомбові цілі. Після цього Маєр отримав захист поліції на кілька тижнів.

### Ліга чемпіонів УЄФА та завершення кар'єри
Маєр також неодноразово судив матчі у Лізі чемпіонів і Кубку УЄФА. П'ять разів поспіль він судив півфінали Ліги чемпіонів. Свій останній матч він провів 11 грудня 2004 року («Базель» проти «Тун»), після чого завершив кар'єру професійного арбітра через вік. До того часу він відсудив загалом 883 матчі. З кінця 2007 року і до завершення кар'єри у червні 2011 року він був головою швейцарських арбітрів. Працював арбітром-спостерігачем від УЄФА.

### Телекоментатор
З 2005 по 2018 рік Маєр працював коментатором футбольних трансляцій на телеканалі ZDF. Спочатку він коментував разом з Йоганнесом Б. Кернером, Францом Бекенбауером і Юргеном Клоппом. Він також аналізував матчі для ZDF на чемпіонаті світу 2006 року і разом з Кернером і Клоппом отримав німецьку телевізійну премію за найкращу спортивну програму. На чемпіонаті Європи 2008 року знову виступав експертом разом з Юргеном Клоппом. Ця співпраця завершилася 25 червня 2008 року, але він знову був залучений на чемпіонат світу 2010 року, цього разу зі своїм власним форматом, у якому він аналізував суперечливі ситуації. Він також залучався телеканалом ZDF як експерт на Чемпіонат Європи 2012, Чемпіонат світу 2014, Чемпіонат Європи 2016 та Чемпіонат світу 2018. Сьогодні його можна побачити як телевізійного експерта на телеканалі Blue (колишній Teleclub).
У червні 2021 року, незадовго до чемпіонату Європи, Маєр разом із німецьким журналістом запустив подкаст Urs Meier. Ральф Колер, як ведучий подкасту, ставить колишньому арбітру запитання, переважно про футбольні події. ZDF більше не залучав Маєра до роботи на чемпіонаті Європи, натомість призначивши Мануеля Грефе новим експертом з суддівства.

## Особисте життя
Урс Маєр має двох дорослих дітей від першого шлюбу. З 2000 по 2007 рік він перебував у стосунках з рефері Ніколь Петінья. У нього є ще одна дитина з дружиною Андреа, сім'я живе в Андалусії (Іспанія). Він є послом швейцарської організації Kindernothilfe.
Маєр був власником компанії з виробництва побутової техніки та кухонь у Веттінгені, поки не продав її у 2010 році. У тому ж році він заснував Urs Meier Management AG, яка проводить презентації та навчальні курси.